# نظرية الصراع
نظرية الصراع (بالإنجليزية: conflict theory)‏ في علم الاجتماع هو مصطلح يشير إلى أطروحات مفادها أن معظم الكيانات المجتمعية تشهد حالة من الصراع الدائم من قبل المنضوين فيها بهدف تعظيم منافعهم، هذه الحالة الصراعية تسهم بشكل أساسي في إحداث حالة حراك وتطور اجتماعي تصل إلى أقصى درجاتها مع قيام الثورات وما يصاحبها من تطورات سياسية.
أما نظرية الصراع في إطار العلاقات الدولية، فهي تشير إلى مجموعة من الأطروحات الفكرية التي قد تسهم في تفسير السلوك الخارجي للدول. ويعد الصراع العربي الإسرائيلي من أبرز أنواع الصراعات الدولية.
وفي حقيقة الأمر فإن المصطلح الأدق هو نظريات الصراع وليس نظرية الصراع، حيث تتسم كل منها بتفسير الصراع من أحد الأبعاد، بمعنى أن كل منها يعمد إلى تغليب بُعد أو محدد ما على الأبعاد الأخرى لظاهرة الصراع. وفضلاً عن التفسير يتضمن مصطلح نظرية أو نظريات الصراع أطروحات معينة (وسائل واستراتيجيات) للتعامل أو إدارة الصراع الدولي.
ويُعد مفهوم الصراع، هو أحد أبرز المفاهيم المتداولة التي طفت على سطح النقاش المحتدم بعد انتهاء الحرب الباردة، وتفكك مفاصل الخصم التاريخي لليبرالية الديمقراطية، ومنذ تمادي حمى التبشير بنهاية،التاريخ وفقاً لأطروحة فرانسيس فوكوياما، إثر «استبعاث» أطروحة الصدام الاستراتيجي بين الحضارات، وحروب المستقبل على يد صمويل هنتنجتون. الذي يرى أن الصدام بين «الحضارات» نتيجة حتمية.
وهناك مقولة مفادها أنه: (عندما يوجد فرد يسود السلام وعند وجود اثنين ينشأ الصراع وعند وجود أكثر تبدأ التحالفات).
هذه الحكمة تشير إلى القانون التاريخي الذي يحكم حياتنا بشكل عام، وسواء تعلق الأمر بالمجتمعات الوطنية أو على المستوى الدولي فقانون الصراع هو الذي يحكم الكون.
ومهما كان شكل الوحدة الإنسانية، أسرة، قبيلة، أمة فإنها محكومة بقانون الصراع تلك قاعدة تاريخية... لا تحتاج إلي إثباتات مجهدة.
يرى الكثير من مفكري الغرب أن الصراع ظاهرة طبيعية في حياة الإنسان وفي حياة المؤسسات جميعاً فبدءاً من الأسرة وإلى مستوى الإنسانية مروراً بالقبيلة والدولة والأمة فإن قانون الصراع هو ما يحكم المؤسسات جميعاً.
غير أن أشكال الصراع ليست واحدة في هذه المؤسسات كما أن نتائجه مختلفة فهو يتدرج في شدته فيبدأ صراعاً ناعماً في مستوى الأسرة ويصل ذروته على مستوى الإنسانية فقد يصل إلى حد الحروب والصدام.

## في علم الاجتماع الكلاسيكي
من بين المؤسسين الكلاسيكيين للعلوم الاجتماعية، ترتبط نظرية الصراع بشكل شائع بكارل ماركس (1818-1883). واستنادًا إلى سرد مادي جدلي للتاريخ، افترضت الماركسية أن الرأسمالية، مثل الأنظمة الاجتماعية والاقتصادية السابقة، من شأنها حتمًا أن تنتج توترات داخلية تؤدي إلى تدميرها. بشّر ماركس بتغيير جذري، داعيًا إلى الثورة البروليتارية والتحرر من الطبقات الحاكمة. وفي الوقت نفسه، كان كارل ماركس يدرك أن معظم الناس الذين يعيشون في المجتمعات الرأسمالية لا يرون كيف شكّل النظام عمل المجتمع بأكمله. مثلما يرى الأفراد المعاصرون أن الملكية الخاصة (والحق في نقل هذه الملكية إلى أطفالهم) أمر طبيعي، فإن العديد من أعضاء المجتمعات الرأسمالية يرون أن الأغنياء كسبوا ثرواتهم من خلال العمل الشاق والتعليم، في حين يرون أن الفقراء يفتقرون إلى المهارات والمبادرات. رفض ماركس هذا النوع من التفكير، ونظر إليه باعتباره شيئًا أطلق عليه فريدريك إنجلز الوعي الزائف، واستخدام التضليل من قبل الطبقة الحاكمة للتعتيم على الاستغلال الحقيقي للعلاقة بين البروليتاريا والطبقة الحاكمة. أراد ماركس استبدال هذا الوعي الزائف بشيء أسماه فريدريك إنجلز الوعي الطبقي، واعتراف العمال بأنهم طبقة موحدة في مواجهة الرأسماليين وفي نهاية المطاف ضد النظام الرأسمالي نفسه. عمومًا أراد ماركس أن ينتفض البروليتاريون ضد الرأسماليين وأن يسقطوا النظام الرأسمالي.
إن تاريخ كل المجتمعات الموجودة حتى الآن هو تاريخ الصراع الطبقي. وقف الحر والعبد، والأرستقراطي والعامي، واللورد والتابع، وسيد النقابة والعامل المياوم، بكلمة واحدة، الظالم والمظلوم، في معارضة مستمرة لبعضهم البعض، خاضوا معركة مستمرة، وخفية، ومفتوحة حتى اليوم، انتهت في كل مرة، إما في إعادة تشكيل ثوري للمجتمع ككل، أو في الخراب المشترك للطبقات المتصارعة.
- كارل ماركس وفريدريك إنجلز بيان الحزب الشيوعي 1848.
في النتاجات الاجتماعية لوجودهم، يدخل الناس حتمًا في علاقات محددة، مستقلة عن إرادتهم، أي علاقات إنتاج مناسبة لمرحلة معينة من تطور قوى إنتاجهم المادية. تشكل مجمل علاقات الإنتاج هذه البنية الاقتصادية للمجتمع، والأساس الحقيقي، الذي ينشأ على أساسه بنية فوقية قانونية وسياسية تتوافق مع أشكال محددة من الوعي الاجتماعي. إن أسلوب إنتاج الحياة المادية يضبط السيرورة العامة للحياة الاجتماعية، والسياسية، والفكرية.  ليس وعي الرجال هو ما يحدد وجودهم، ولكن وجودهم الاجتماعي هو الذي يحدد وعيهم. في مرحلة معينة من التطور، تتعارض قوى الإنتاج المادية في المجتمع مع علاقات الإنتاج القائمة أو -وهذا يعبر فقط عن الشيء نفسه من الناحية القانونية- مع علاقات الملكية التي عملت في إطارها حتى الآن. من أشكال تطور قوى الإنتاج، تتحول هذه العلاقات إلى أغلال عليها. ثم يبدأ عصر الثورة الاجتماعية. تؤدي التغيرات في الأساس الاقتصادي عاجلًا أم آجلًا إلى تحول البنية الفوقية الهائلة بالكامل.
ومن الضروري دائمًا عند دراسة هذه التحولات التمييز بين التحول المادي للظروف الاقتصادية للإنتاج، الذي يمكن تحديده بدقة العلوم الطبيعية، وبين الأشكال القانونية أو السياسية أو الدينية أو الفنية أو الفلسفية -باختصار، الأشكال الأيديولوجية التي يدرك فيها الرجل هذا الصراع ويحاربه. وكما أن المرء لا يحكم على الفرد من خلال ما يفكر فيه عن نفسه، كذلك لا يستطيع المرء أن يحكم على مثل هذه الفترة من التحول من خلال وعيه، بل على العكس من ذلك، يجب تفسير هذا الوعي من تناقضات الحياة المادية، من الصراع القائم بين قوى الإنتاج الاجتماعية وعلاقات الإنتاج. لا يُدمر أي نظام اجتماعي على الإطلاق قبل أن تتطور جميع القوى المنتجة الكافية له، ولا تحل علاقات الإنتاج المتفوقة الجديدة محل العلاقات القديمة قبل أن تنضج الظروف المادية لوجودها في إطار المجتمع القديم.